# Anatália de Sousa Alves Melo
Anatália de Sousa Alves Melo (Frutuoso Gomes, 9 de julho de 1945 — Recife, 22 de janeiro de 1973) foi uma ativista brasileira contra a ditadura militar. Era filiada ao Partido Comunista Brasileiro Revolucionário durante o regime militar.

## Biografia
Nascida no Rio Grande do Norte, Anatália de Souza Melo Alves nasceu no município de Frutuoso Gomes. Quando tinha cinco anos, a família se mudou para Mossoró (RN), onde completou sua educação básica, concluindo os estudos no Colégio Estadual de Mossoró. Posteriormente, trabalhou na Cooperativa de Consumo Popular. Residiu em Mossoró até se casar com Luiz Alves Neto em novembro de 1968, quando passou a viver em um conjunto popular do Fundo de Habitação Popular do Estado de Pernambuco (Fundap), em uma casa simples. Apesar de não ter formação política, aproximou-se, assim como seu marido, do Partido Comunista Brasileiro Revolucionário (PCBR). Por conta disso, após a decretação do Ato Institucional nº 5 (AI-5), mudaram-se para Recife, atuando na Zona da Mata (PE).

## Prisão
Anatália foi presa no dia 17 de dezembro de 1972 por agentes do Destacamento de Operações de Informações – Centro de Operações de Defesa Interna (DOI-CODI), do IV Exército, em Recife, e levada para um local desconhecido, juntamente com os militantes Edimilson Vitorino de Lima e Severino Quirino Miranda. De acordo com o cadastro de recebimento de presos, da Delegacia de Segurança Social de Pernambuco, é possível notar que a prisão de Anatália só foi registrada 26 dias após o seu sequestro, quando foi encaminhada do DOI-CODI à mencionada delegacia, ligada ao Departamento de Ordem Política e Social (DOPS) de Recife, no dia 13 de janeiro de 1973.

## Morte
Apesar desse registro, o auto de exibição e apreensão é do dia 14 de janeiro de 1973, posterior ao seu trânsito entre cárceres. Segundo versão apresentada pelos órgãos de segurança produzido pela Delegacia de Segurança Social, Anatália teria se enforcado com a tira de sua bolsa enquanto tomava banho nas dependências da própria delegacia, ocasião em que estava sob a vigilância do agente policial Artur Falcão Dizeu. 
Segundo o laudo do Instituto de Polícia Técnica (IPT) de Pernambuco, Anatália foi encontrada deitada numa cama de campanha, o que contraria a versão de que teria morrido no banheiro. De acordo com a análise pericial, sua morte teria sido causada por asfixia por enforcamento. Um fato obscuro, entretanto, chama a atenção para a violência presente no caso. A análise das fotos do laudo de perícia de local de ocorrência indica que seus órgãos genitais foram queimados.
O laudo já citado, produzido pelo IPT, também reforça a evidência, esclarecendo que duas peças do vestuário usado pela vítima estavam parcialmente queimadas. Esse fato corrobora as declarações de algumas testemunhas, que afirmaram que Anatália teria sido submetida a diversos tipos de torturas, incluída violência sexual. 
As marcas de queimaduras se iniciavam na região pélvica, o que aponta para uma tentativa de eliminar os indícios de violência sexual. Ao mesmo tempo, um dos elementos que apontam para a inconsistência da versão apresentada pelos órgãos de repressão é o fato de uma presa incomunicável estar portando uma bolsa. Outro elemento que relativiza a versão de suicídio é o tamanho da alça da bolsa. Anatália foi sepultada sem que a família tomasse conhecimento e sem que lhes fosse entregue a certidão de óbito. Entretanto, após investigações realizadas pela CEMVDHC, de Pernambuco, conseguiu-se localizar seu atestado de óbito, assim como informação sobre local de sepultamento no Cemitério de Santo Amaro em Recife (PE). Seu corpo já tinha sido exumado e uma urna lacrada, supostamente contendo os restos mortais de Anatália, foi entregue aos seus familiares em 1975, com a recomendação de que não a abrissem em nenhuma circunstância. Sendo assim, os restos mortais carecem, ainda, de plena identificação.

## Conclusão
Diante das investigações realizadas, conclui-se que Anatália de Souza Melo Alves morreu em decorrência de ação perpetrada por agentes do Estado brasileiro, em contexto de sistemáticas violações de direitos humanos promovidas pela ditadura militar, implantada no país a partir de abril de 1964.